# Sonne
Sonne (нім. «Сонце») — пісня німецького гурту Rammstein, представлена у 2001 році як перший сингл з їхнього альбому Mutter. За словами Тілля Ліндеманна, спочатку пісня була написана, щоб використовуватись під час виходу на ринг боксера Віталія Кличка, чиє прізвище також було робочою назвою пісні Жіночий вокал взято з бібліотеки семплів Spectrasonic «Symphony of Voices». Музичне відео на сингл гурту 2019 року «Deutschland» містить фортепіанну версію «Sonne» у фінальних титрах.

## Музичне відео
У відео гурт зображений у ролі семи гномів, які видобувають золото для Білосніжки. За словами Пауля Ландерса у книзі «Making of Sonne», ідея прийшла з відео, знятого Олівером Рідельом, який змішав пісню з частинами «Білосніжки». Роль Білосніжки виконала Юлія Степанова.

## Живе виконання
Вперше пісня була виконана 16 квітня 2000 року під робочою назвою «Klitschko» (вона сильно відрізнялася від версії, яка вийшла у складі альбому «Mutter»). «Sonne» була зіграна на деяких концертах японсько-австралійсько-новозеландської частини туру Sehnsucht, ще до того, як вийшов альбом Mutter і розпочався тур. Ці концерти були єдиним випадком, коли було зіграно третій куплет пісні; коли гурт грає наживо, він зазвичай опускає останню частину, а замість неї грає трохи довший вступ і завершення.

## Список треків
1. «Sonne» — 4:32
2. «Adios» — 3:48
3. «Sonne» (Clawfinger K.O. Remix) — 4:10
4. «Sonne» (Clawfinger T.K.O. Remix) — 5:49
5. «Sonne» (Instrumental) — 4: 31

## Над синглом працювали
1. Тілль Ліндеманн — вокал
2. Ріхард Круспе — соло-гітара, бек-вокал
3. Пауль Ландерс — ритм-гітара, бек-вокал
4. Олівер Рідель — бас-гітара
5. Крістоф Шнайдер — ударні
6. Крістіан Лоренц — клавішні

## Чарти
| Чарт (2001)                         | Найвища позиція |
| ----------------------------------- | --------------- |
| Австрія (Ö3 Austria Top 75)         | 5               |
| Бельгія (Ultratop Flanders)         | 44              |
| Канада (Nielsen SoundScan)          | 47              |
| Європа (Eurochart Hot 100)          | 13              |
| Фінляндія (Suomen virallinen lista) | 9               |
| Німеччина (Media Control AG)        | 2               |
| Нідерланди (Dutch Top 40)           | 30              |
| Нідерланди (Mega Single Top 100)    | 24              |
| Poland (Music & Media)              | 14              |
| Іспанія (PROMUSICAE)                | 6               |
| Швеція (Sverigetopplistan)          | 42              |
| Швейцарія (Media Control AG)        | 18              |

| Чарт (2023)   | Найвища позиція |
| ------------- | --------------- |
| Литва (AGATA) | 11              |

| Чарт (2001)                        | Позиція |
| ---------------------------------- | ------- |
| Австрія (Ö3 Austria Top 40)        | 50      |
| Канада (Nielsen SoundScan)         | 198     |
| Німеччина (Official German Charts) | 41      |